# Cristina Tárrega
Cristina Tárrega Casal (Valencia, 9 de agosto de 1967) es una periodista y presentadora de radio y televisión española.

## Biografía
Periodista y presentadora, comenzó a trabajar en la emisora valenciana de Radio Intercontinental. Más tarde, continúa su carrera tanto en la Cadena 40 Principales como en Onda Cero y Cadena Dial, donde presenta el programa La caña que llevas dentro (1994) y la Cadena SER y Cadena Dial (con El gusto es mío).
En los años 80 fue la vocalista del grupo pop valenciano Mamá ya lo sabe.
Entrada la década de los noventa, da el salto a televisión colaborando en el programa taurino de Canal +, pasando después a Telecinco donde tiene la oportunidad de trabajar junto a la show-woman italiana Raffaella Carrà en su programa En casa con Rafaella (1995).
Dos años después le llega su gran oportunidad cuando la cadena autonómica Telemadrid le brinda la posibilidad de conducir su propio programa. Se trata de Sola en la ciudad, un espacio nocturno e intimista que lanza a Tàrrega a la popularidad por su peculiar forma, voluptuosa y atrevida, de presentar el programa.
El espacio se mantiene hasta 1999, año en que ficha por Antena 3 para un formato similar: Cristina, amiga mía.  Sin embargo, esta iniciativa no alcanza las previsiones de audiencia esperadas y es cancelado algunos meses después de su estreno.
A partir de ese momento, colabora en algunos programas de la misma cadena como Los comunes (1999), con Jesús Hermida, en el que interviene como tertuliana, o Póker de damas (1999), un programa que versa sobre la mujer. Tras un breve paso por Crónicas marcianas, se traslada a Andalucía para hacerse cargo de dos programas de la cadena autonómica Canal Sur: Hablemos claro (2000), en sustitución de Isabel Gemio, y Qué calor. 
En 2000-2001 pasa a la cadena autonómica valenciana Canal Nou para conducir el espacio de tertulias Debat Obert. En 2002 presenta y dirige el programa debate Tenemos que hablar en Canal 7 TV.
En 2003 se incorpora al programa de María Teresa Campos en Telecinco Día a día y un año después, tras presentar el magazine veraniego Mirando al mar en Antena 3, acompaña a la periodista malagueña en su aventura en dicha cadena: el programa Cada día.
En 2005 vuelve a la cadena que le brindó su primer éxito profesional, Telemadrid, donde presentó Vive la vida en 2005. Entre 2006 y 2012 fue responsable de Territorio Comanche, un programa muy similar al que la lanzó a la fama diez años antes. Entre 2007 y 2008 también presentó Gent de Tàrrega en la cadena autonómica valenciana Canal Nou. En 2013 colaboró brevemente en el espacio Sálvame.
Desde septiembre de 2015 presenta el programa de entrevistas Contigo quería yo hablar, en Telemadrid.
Su única incursión en el mundo de la interpretación fue en la película Torrente 2, misión en Marbella (2001), de Santiago Segura.

## Vida personal
El 26 de diciembre de 1999 contrajo matrimonio con el exfutbolista Mami Quevedo, con el que tiene un hijo llamado Marco, nacido en abril de 2004.

## Trayectoria

### Televisión
| Programas de televisión | Programas de televisión                | Programas de televisión                    | Programas de televisión |
| Año                     | Título                                 | Notas                                      | Cadena                  |
| ----------------------- | -------------------------------------- | ------------------------------------------ | ----------------------- |
| 1995                    | Programa Taurino                       | Colaboradora                               | Canal Nou               |
| 1995                    | En casa con Rafaella                   | Colaboradora                               | Telecinco               |
| 1997 - 1999             | Sola en la ciudad                      | Presentadora                               | Telemadrid              |
| 1999                    | Cristina, amiga mía                    | Presentadora                               | Antena 3                |
| 1999                    | Los comunes                            | Colaboradora                               | Antena 3                |
| 1999                    | Crónicas marcianas                     | Colaboradora                               | Telecinco               |
| 2000                    | Hablemos claro                         | Presentadora suplente                      | Canal Sur               |
| 2000                    | ¡Qué calor!                            | Presentadora                               | Canal Sur               |
| 2000 - 2001             | Debart Obert                           | Presentadora                               | Canal Nou               |
| 2002                    | Tenemos que hablar                     | Presentadora y directora                   | Canal 7 TV              |
| 2003                    | Día a día                              | Colaboradora                               | Telecinco               |
| 2004                    | Mirando al mar                         | Presentadora                               | Antena 3                |
| 2004                    | Cada día                               | Colaboradora                               | Antena 3                |
| 2005                    | Vive la vida                           | Presentadora                               | Telemadrid              |
| 2006 - 2012             | Territorio Comanche                    | Presentadora                               | Telemadrid              |
| 2007 - 2008             | Gent de Tàrrega                        | Presentadora                               | Canal Nou               |
| 2007 - 2011             | La noria                               | Colaboradora                               | Telecinco               |
| 2010 - 2023             | El programa de Ana Rosa                | Colaboradora                               | Telecinco               |
| 2010 - 2023             | El programa del verano                 | Colaboradora                               | Telecinco               |
| 2012                    | Sálvame                                | Presentadora de la sección “Por y para mí” | Telecinco               |
| 2013 - 2014             | Abre los ojos y mira                   | Colaboradora                               | Telecinco               |
| 2015 - 2017             | Contigo quería yo hablar               | Presentadora                               | Telemadrid              |
| 2017                    | Mad in Spain                           | Colaboradora                               | Telecinco               |
| 2018                    | Volverte a ver                         | Buscadora                                  | Telecinco               |
| 2018                    | Hechos reales                          | Colaboradora                               | Telecinco               |
| 2019 - 2021             | Supervivientes: Conexión Honduras      | Colaboradora                               | Telecinco               |
| 2019                    | GH VIP 7: El debate                    | Colaboradora                               | Telecinco               |
| 2020                    | El tiempo del descuento                | Colaboradora                               | Telecinco               |
| 2020                    | Animales nocturnos                     | Presentadora                               | Telecinco               |
| 2021                    | Los miedos de...                       | Participante                               | Cuatro                  |
| 2021                    | Secret Story: la noche de los secretos | Colaboradora                               | Telecinco               |
| 2023 - 2024             | La vida sin filtros                    | Presentadora                               | Telecinco               |
| 2023 - 2024             | Fiesta                                 | Colaboradora invitada                      | Telecinco               |
| 2023 - 2025             | Tardear                                | Colaboradora                               | Telecinco               |
| 2023 - actualidad       | Vamos a ver                            | Colaboradora                               | Telecinco               |
| 2025                    | Bake Off: Famosos al horno             | Concursante - 5.ª expulsada                | La 1                    |

### Radio
- Radio Intercontinental
- Cadena 40 Principales
- Onda Cero
- Cadena SER, El gusto es mío.
- Cadena Dial, La caña que llevas dentro (1994) "Atrévete" (2011-2014)
- COPE, Colaboraciones en Herrera en COPE (2015-actualidad)